# Lagunas de Atapuerca
Las lagunas de Atapuerca constituyen un humedal localizado en el municipio de Atapuerca, formado por un sistema de cinco lagunas situadas entre el río Vena y la sierra de Atapuerca.
El espacio fue una antigua zona lagunar conocida como Prado de la Laguna y documentada desde el medievo en el fuero de la villa de Atapuerca. Sin embargo, el uso agrícola y ganadero llegó a colmatar el humedal. No fue hasta 2004 cuando comenzaron las obras de recuperación de las lagunas que finalizaron en 2008 con la instalación de observatorios de aves, la adecuación de senderos y la puesta en marcha de una fitodepuradora.
Las lagunas constituyen un lugar de descanso para numerosas aves migratorias en su paso por el corredor de la Bureba, así como un abrevadero para aves esteparias y un lugar de cría para varias especies de aves acuáticas. Además, el humedal posibilita la recuperación de varias especies de anfibios.